# Os kommun, Hordaland
Os kommun (norska: Os kommune) var en kommun i dåvarande Hordaland fylke i västra Norge. Kommunens centralort var tätorten Osøyro.
Den 31 december 2019 upphörde kommunen då den tillsammans med Fusa kommun bildade den nya 

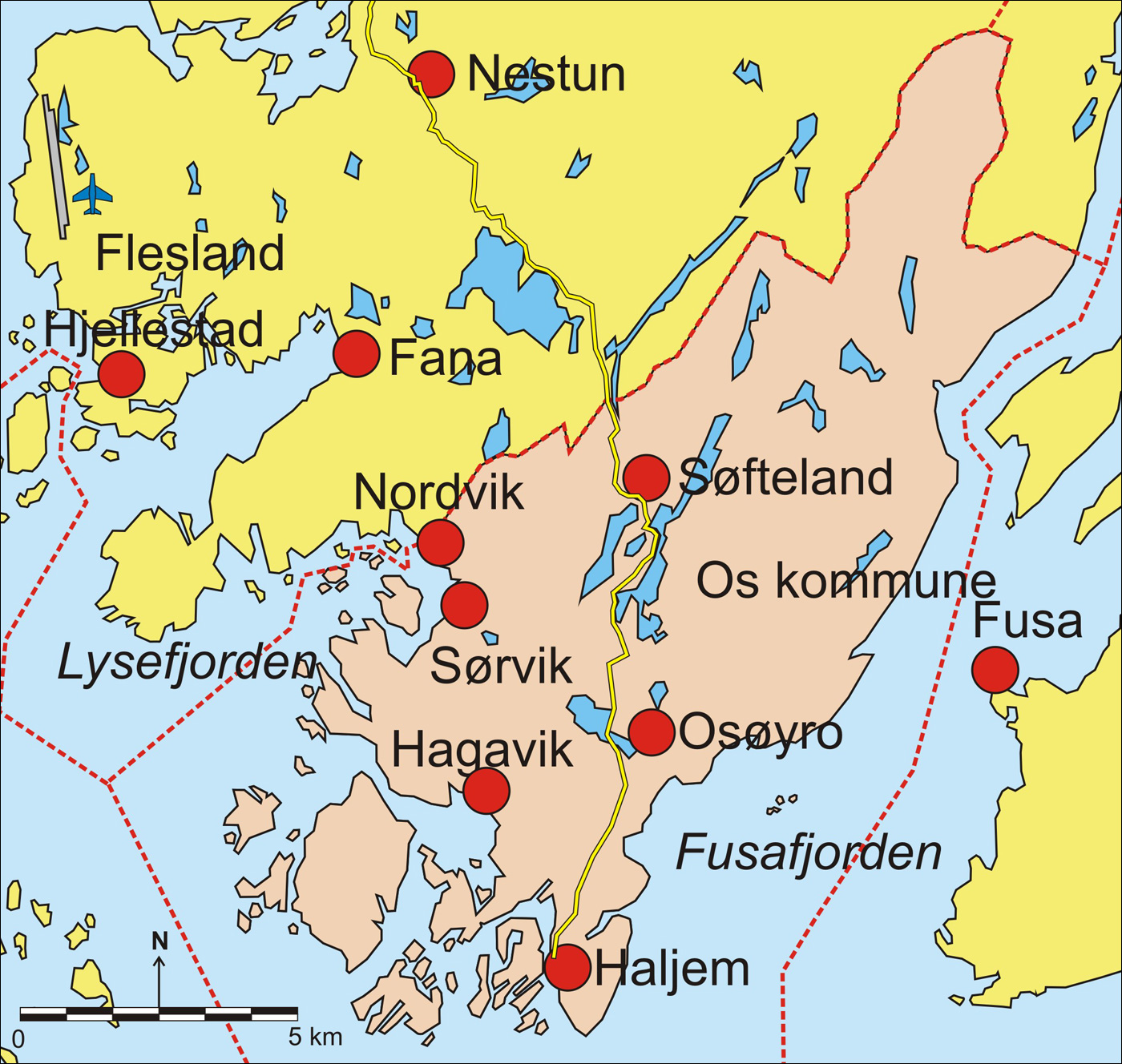
Karta över den dåvarande kommunen.

Bjørnafjordens kommun.

## Tätorter
- Hagavik
- Nordvik  (Huvuddelen i Bergens kommun)
- Osøyro
- Søfteland
- Søre Øyane
- Søvik

## Vänorter
| Sverige | Söderhamns kommun, Sverige |

## Bilder

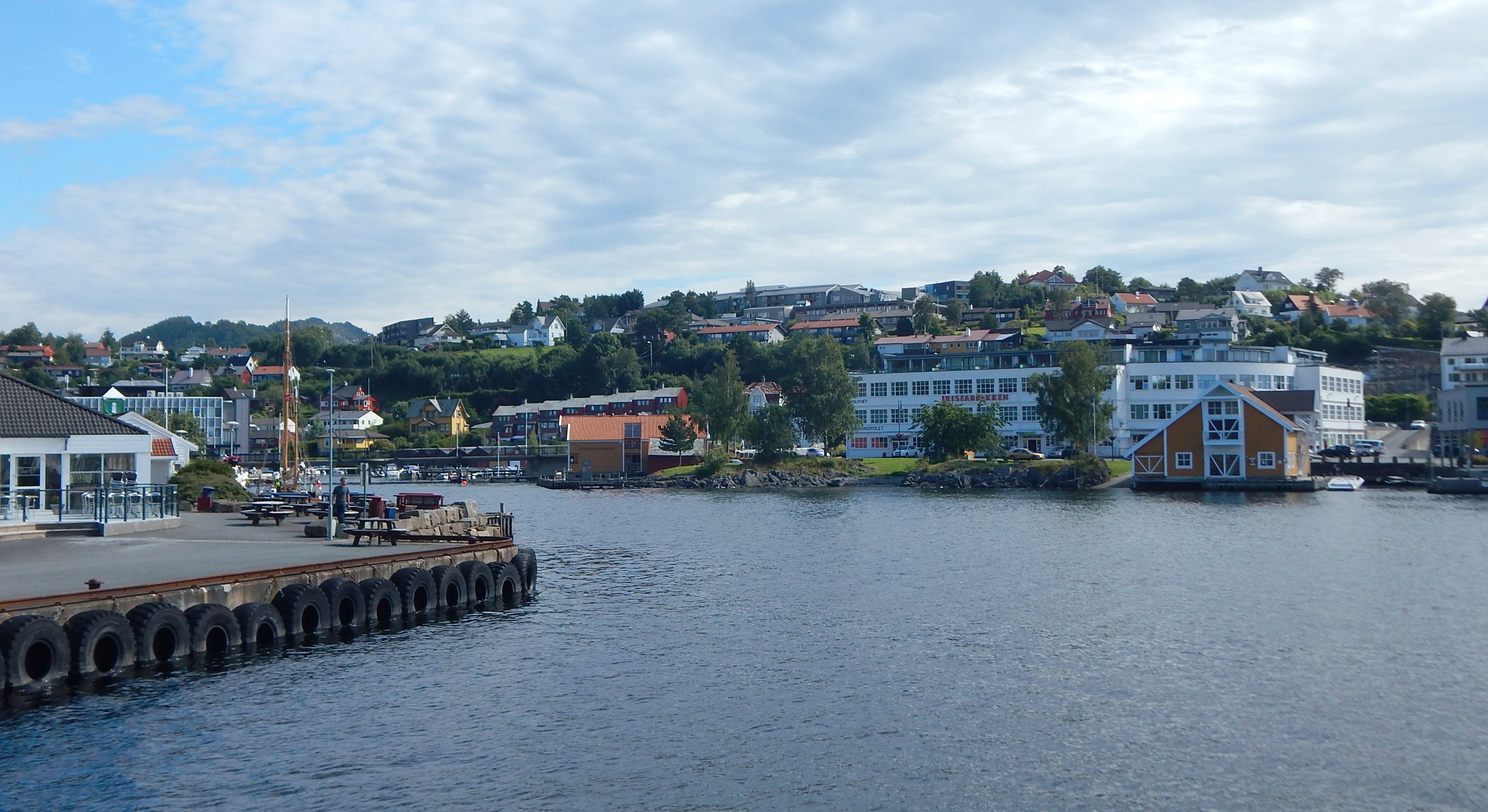
Osøyro.
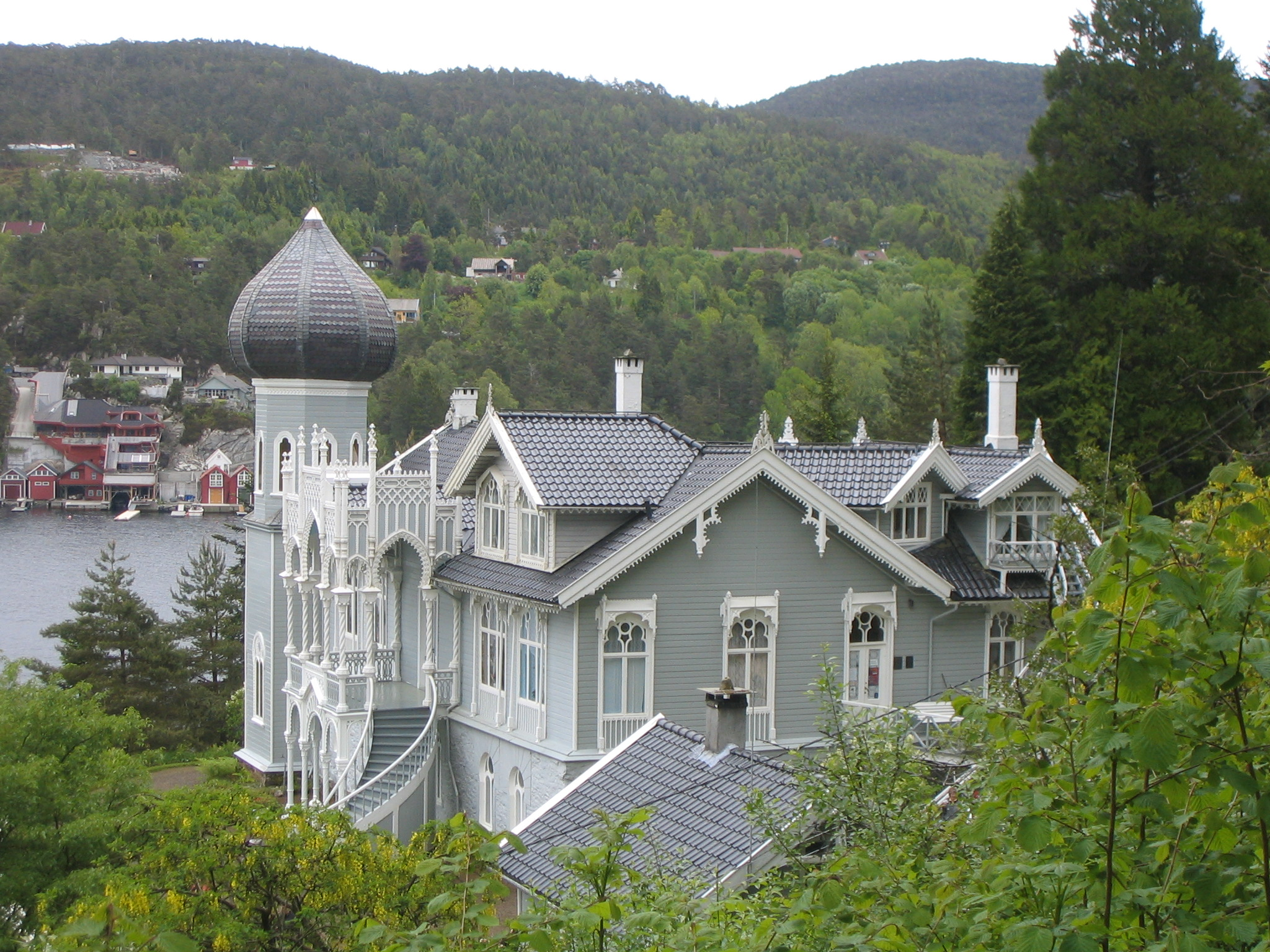
Ole Bulls villa på Lysøen.